# Liste der Biografien/Led
Liste der Biografien |
Portal Biografien |
Personensuche
# |
A |
B |
C |
D |
E |
F |
G |
H |
I |
J |
K |
L |
M |
N |
O |
P |
Q |
R |
S |
T |
U |
V |
W |
X |
Y |
Z |
?
 
La |
Lb |
Lc |
Le |
Lg |
Lh |
Li |
Lj |
Ll |
Lm |
Lo |
Lp |
Lt |
Lu |
Lv |
Lw |
Lx |
Ly |
Lz
 
Lea |
Leb |
Lec |
Led |
Lee |
Lef |
Leg |
Leh |
Lei |
Lej |
Lek |
Lel |
Lem |
Len |
Leo |
Lep |
Leq |
Ler |
Les |
Let |
Leu |
Lev |
Lew |
Lex |
Ley |
Lez
Die Liste der Biografien führt alle Personen auf, die in der deutschsprachigen Wikipedia einen Artikel haben. Dieses ist eine Teilliste mit 342 Einträgen von Personen, deren Namen mit den Buchstaben „Led“ beginnt.

## Led

### Leda
- Ledanois, Kévin (* 1993), französischer Radrennfahrer
- Ledare, Leigh (* 1976), US-amerikanischer Fotograf und Videokünstler
- Ledarp, Sofia (* 1974), schwedische SchauspielerinSofia Ledarp (* 1974)

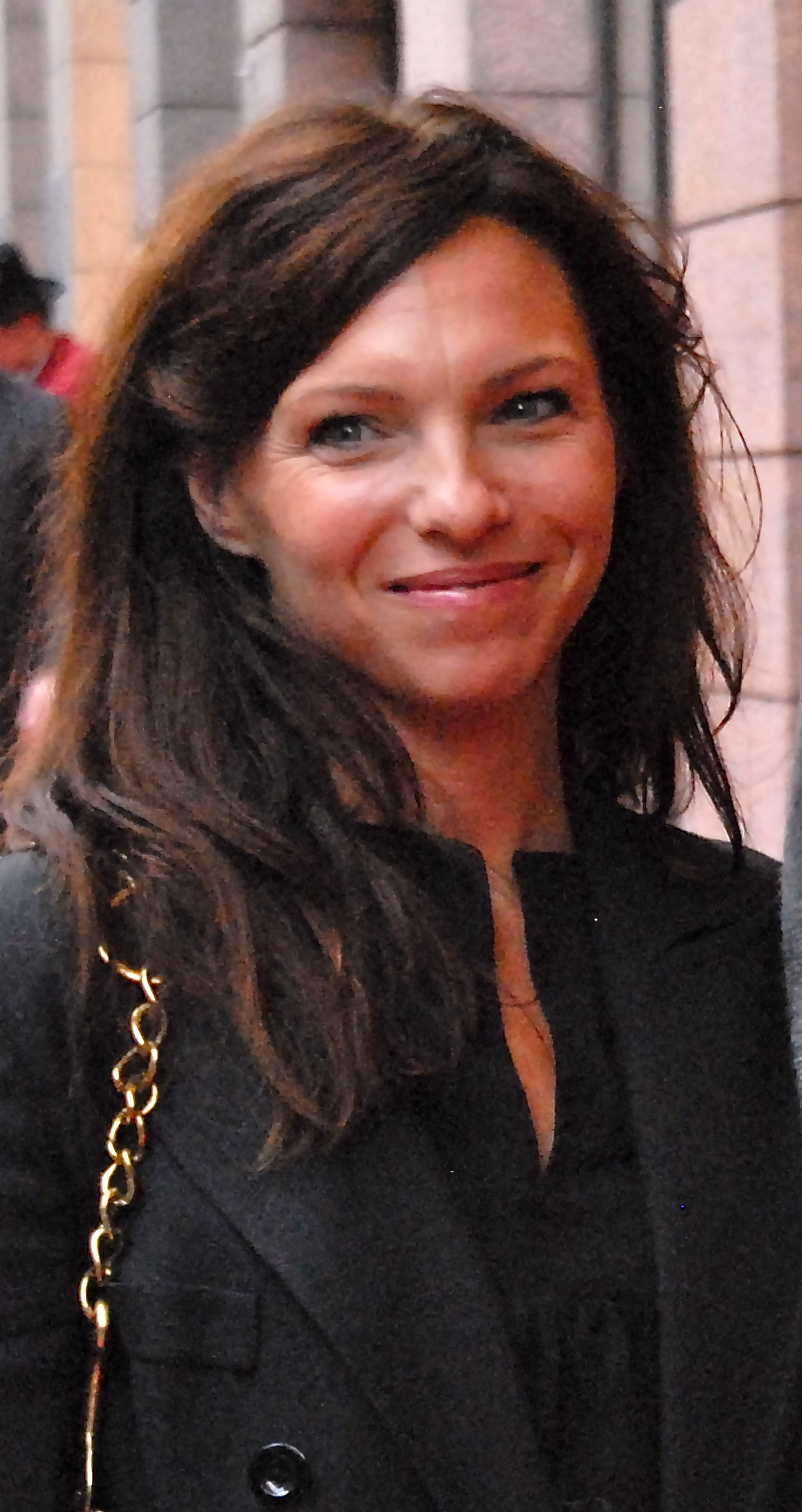
Sofia Ledarp (* 1974)

### Ledb
- Ledbetter, Brian (* 1963), US-amerikanischer Segler
- Ledbetter, Homer (1910–1946), US-amerikanischer American-Football-Spieler und Baseballspieler, Polizist, Soldat
- Ledbetter, Lilly (1938–2024), US-amerikanische Equal-Pay-Aktivistin
- Ledbetter, Marshall (1969–2003), US-amerikanischer Psychedelic-Enthusiast und Aktivist
- Ledbetter, Mike (1985–2019), US-amerikanischer Bluessänger und Gitarrist

### Ledd
- Ledda, Gavino (* 1938), italienischer Schriftsteller
- Ledda, Romano (1930–1987), italienischer Journalist und Politiker
- Ledden Hulsebosch, CJ van (1877–1952), niederländischer Forensiker
- Ledderhos, Günter (* 1939), deutscher Badmintonspieler
- Ledderhose, Georg (1855–1925), deutscher Chirurg
- Ledderhose, Karl (1821–1899), kurhessischer, preußischer und elsässischer Politiker
- Ledderhose, Konrad Wilhelm (1751–1812), deutscher Jurist
- Ledderose, Lothar (* 1942), deutscher Kunsthistoriker
- Leddihn, Adolph von (1830–1903), österreichischer General
- Leddin, Brian, irischer Politiker
- Leddin, Bruno (1898–1951), deutscher Politiker (SPD), MdL, MdB
- Leddin, Johann (1639–1693), Jurist und Oberamtskanzler der Oberlausitz
- Leddin, Martin (1910–2006), deutscher Polizeibeamter, Hamburger Polizeidirektor
- Leddin, Pascal (* 1999), deutscher Politiker (Bündnis 90/Die Grünen), MdL Niedersachsen
- Leddy, Ed († 2006), US-amerikanischer Jazzmusiker
- Leddy, Frans (1901–1966), niederländischer Radsportler
- Leddy, Nick (* 1991), US-amerikanischer Eishockeyspieler

### Lede
- Lede Abal, Daniel (* 1976), deutscher Politiker (Bündnis 90/Die Grünen), MdL
- Ledeboer, Sara (1867–1952), niederländische Malerin und Zeichnerin
- Ledebour, Carl Friedrich von (1785–1851), deutscher Botaniker
- Ledebour, Georg (1850–1947), deutscher Politiker (DFP, USPD, SADP, SPD), MdRGeorg Ledebour (1850–1947)

Georg Ledebour (1850–1947)

- Ledebur zu Wichel und Perutz, Christoph Balduin von (1730–1788), Domherr in Münster
- Ledebur, Adolf (1837–1906), deutscher Metallurge
- Ledebur, Alexander von (1774–1850), preußischer Generalleutnant
- Ledebur, August Ludwig von (1776–1852), preußischer General der Kavallerie
- Ledebur, Benedikt (* 1964), Lyriker, Essayist, Kritiker und Übersetzer
- Ledebur, Carl von (1806–1872), preußischer Offizier und Biograph
- Ledebur, Carl von (1840–1913), deutscher Theaterintendant
- Ledebur, Carl von (1864–1922), deutscher Landschafts- und Genremaler
- Ledebur, Eugen von (1909–1973), österreichischer Illustrator und Zeichner
- Ledebur, Ferdinand von (1848–1916), preußischer Generalleutnant
- Ledebur, Friedrich Johann von († 1758), königlich Großbritannischer und kur-braunschweig-lüneburgischer Generalmajor und Chef eines Infanterie-Regiments
- Ledebur, Friedrich von (1900–1986), österreichischer FilmschauspielerFriedrich von Ledebur (1900–1986)

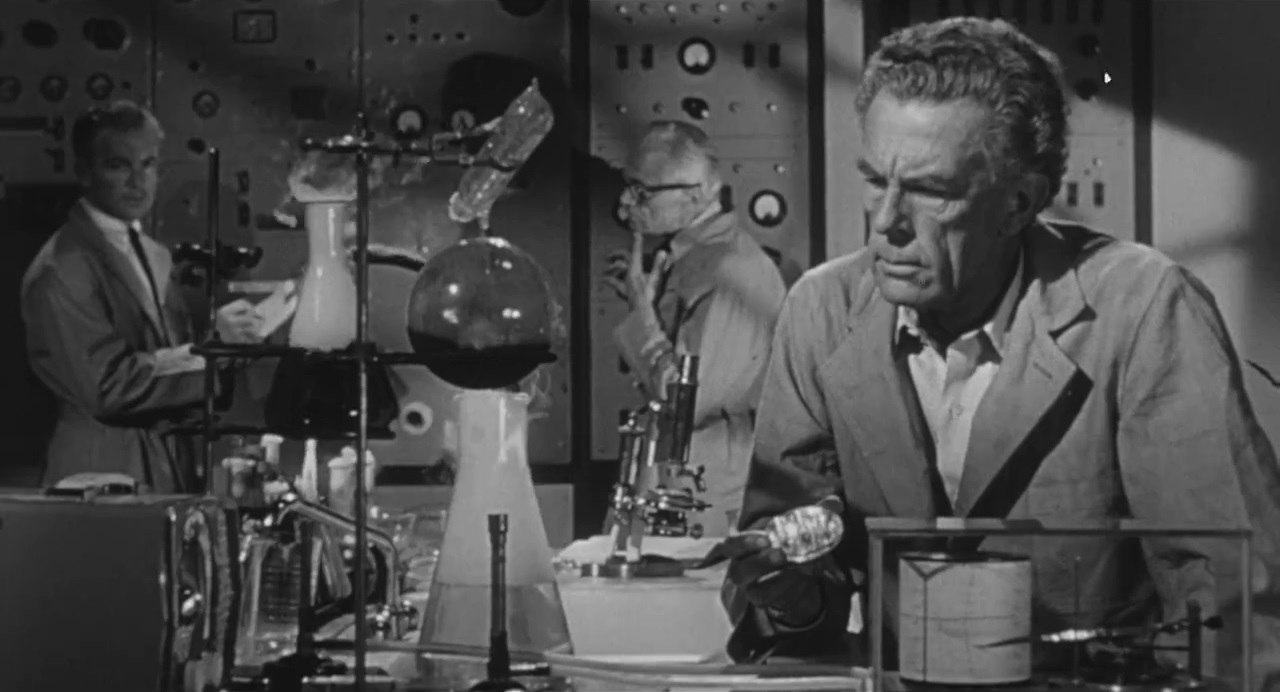
Friedrich von Ledebur (1900–1986)

- Ledebur, Heinrich († 1629), Domherr in Münster und Assessor der Landpfennigkammer
- Ledebur, Heinrich von (1832–1912), preußischer Generalleutnant
- Ledebur, Karl von (1795–1860), preußischer Generalleutnant und Erbmarschall von Herford
- Ledebur, Leopold von (1799–1877), deutscher Historiker, Heraldiker, Adelsforscher
- Ledebur, Leopold von (1868–1951), deutscher General der Infanterie
- Ledebur, Leopold von (1876–1955), deutscher Schauspieler
- Ledebur, Rembert, Domherr in Münster
- Ledebur, Wilhelm von (1859–1930), deutscher Regierungsbeamter und Abgeordneter
- Ledebur-Wicheln, Eugen (1873–1945), böhmischer und tschechoslowakischer Großgrundbesitzer, Senator der deutschen Minderheit
- Ledebur-Wicheln, Friedrich Clemens von (1770–1841), Bischof von Paderborn
- Ledeč, Egon (1889–1944), tschechoslowakischer Violinist und Komponist
- Ledecká, Daniela (* 1996), slowakische Leichtathletin
- Ledecká, Ester (* 1995), tschechische Snowboarderin und Skirennläuferin
- Ledecký, Janek (* 1962), tschechischer Popmusiker, Sänger, Gitarrist und Komponist
- Ledecky, Katie (* 1997), US-amerikanische SchwimmerinKatie Ledecky (* 1997)

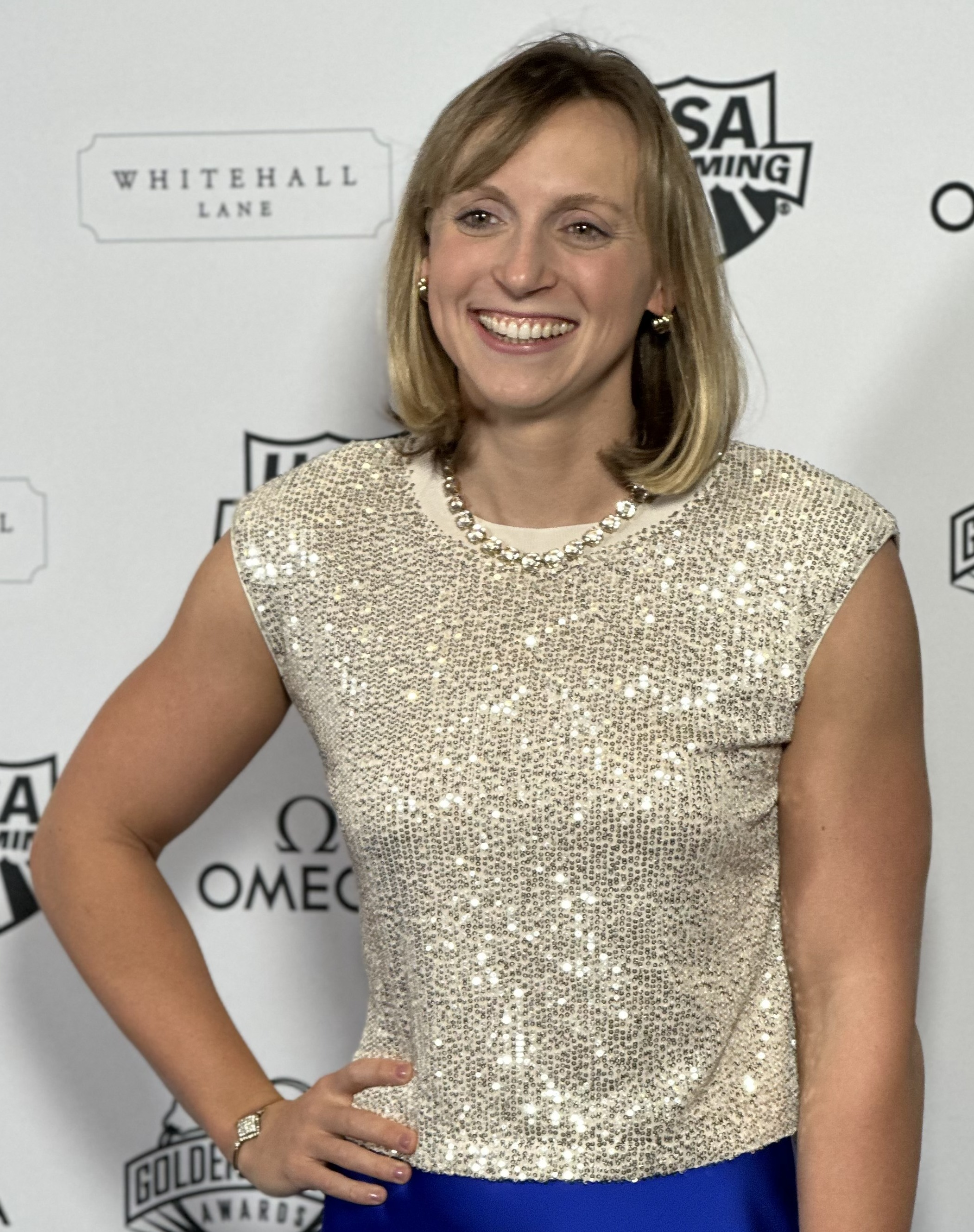
Katie Ledecky (* 1997)

- Ledeganck, Karel Lodewijk (1805–1847), flämischer Jurist, Politiker und Dichter
- Ledel, Samuel (1644–1717), deutscher Mediziner, Physicus in Grünberg
- Ledel, Sigismund (1654–1705), deutscher Jurist
- Ledeli, Moritz (1856–1920), österreichischer Porträt- und Genremaler
- Ledenjowa, Aljona Walerjewna (* 1964), russische Politikwissenschaftlerin
- Ledent, Félix-Étienne (1816–1886), belgischer Pianist, Komponist und Musikpädagoge
- Ledenzow, Christofor Semjonowitsch (1842–1907), russischer Kaufmann und Mäzen
- Leder, David (1888–1947), deutscher Unternehmer und Kunstsammler
- Leder, Dieter (1942–2023), deutscher Flottillenadmiral der Deutschen Marine
- Leder, Dietrich (* 1954), deutscher Autor, Filmregisseur und Dozent an mehreren Film- und Kunsthochschulen
- Leder, Erwin (1914–1997), österreichischer Arzt und Wehrmachtsoldat, Gerechter unter den Völkern
- Leder, Erwin (* 1951), österreichischer FilmschauspielerErwin Leder (* 1951)

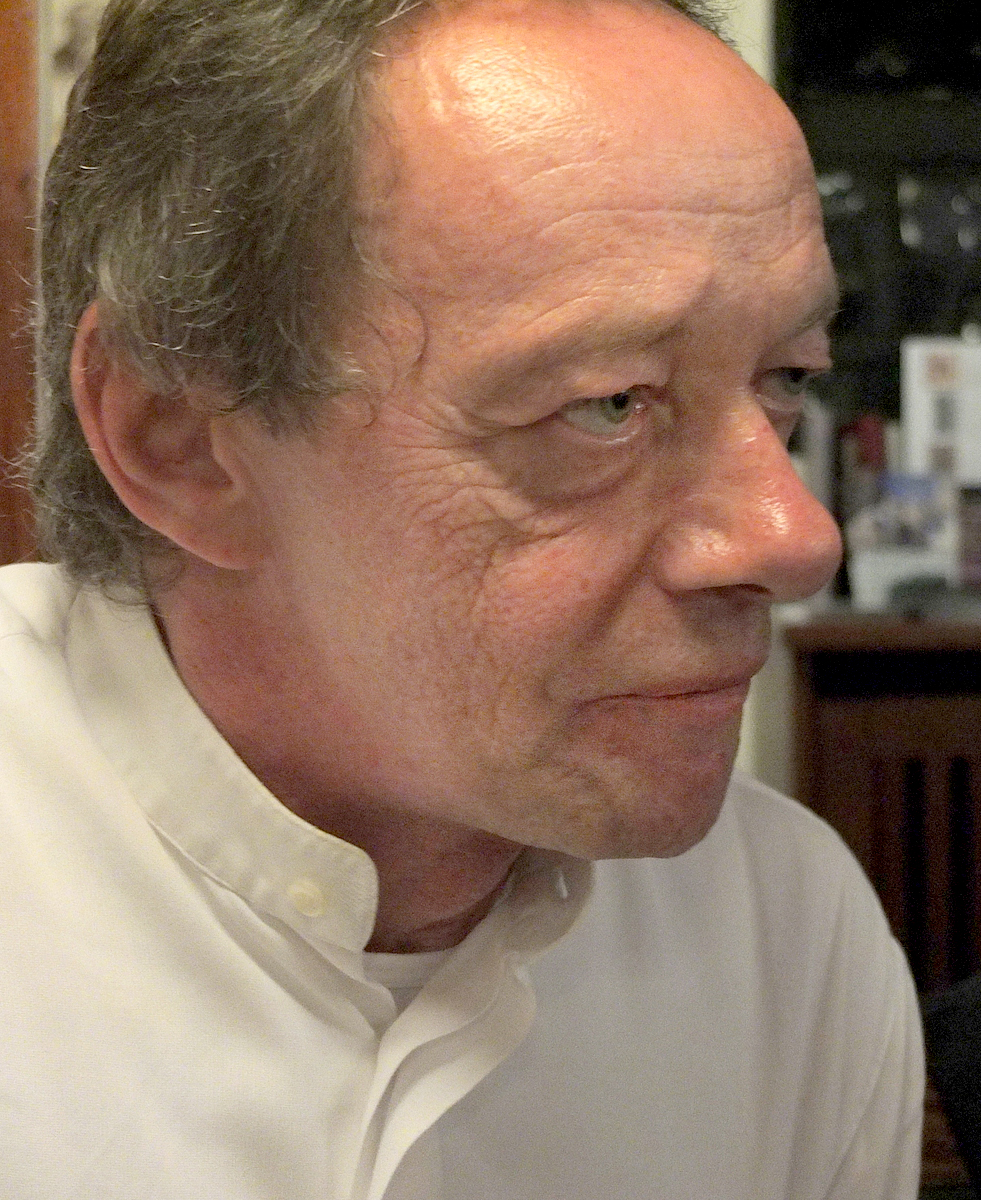
Erwin Leder (* 1951)

- Leder, Frank (* 1962), deutscher Massagetherapeut
- Leder, Gilah (* 1941), australische Mathematikpädagogin
- Leder, Gottfried (1929–2024), deutscher Politikwissenschaftler
- Leder, Hans-Günter (1930–2006), deutscher evangelischer Theologe, Hochschullehrer für Kirchengeschichte und Autor
- Leder, Jutta (* 1947), deutsche Politikerin (SPD), MdA
- Leder, Kunz der Jüngere, Bürgermeister von Heilbronn (1402)
- Leder, Lothar (* 1971), deutscher Triathlet
- Leder, Lutz-Dietrich (1933–2013), deutscher Pathologe und Hochschullehrer
- Leder, Mimi (* 1952), US-amerikanische Filmregisseurin
- Leder, Nicole (* 1971), deutsche Triathletin
- Leder, Philip (1934–2020), US-amerikanischer Genetiker
- Leder, Richard, deutscher Automobilrennfahrer
- Leder, Stefan (* 1951), deutscher Orientalist
- Leder, Stella (* 1982), deutsche Autorin, Dramaturgin und Leiterin des Instituts für Neue Soziale Plastik
- Leder, Walter (1947–2012), deutscher Verwaltungsjurist
- Leder, Wolf (1906–2009), deutscher Kostüm- und Bühnenbildner
- Leder, Wolfgang (1936–1978), deutscher Komponist und Dirigent
- Lederach, John Paul (* 1955), US-amerikanischer mennonitischer Soziologe und Friedensforscher
- Lederberg, Esther (1922–2006), US-amerikanische Genetikerin und Mikrobiologin
- Lederberg, Joshua (1925–2008), US-amerikanischer Genetiker
- Lederbogen, Rolf (1928–2012), deutscher Grafiker, Designer, Architekt und Hochschullehrer
- Lederer, Amelie-Sophie (* 1994), deutsche Leichtathletin
- Lederer, Ana (* 1964), kroatische Theaterwissenschaftlerin, Theaterkritikerin, Publizistin, Theaterintendantin und stellvertretende Kulturministerin
- Lederer, Arno (1947–2023), deutscher Architekt und Professor für Architektur
- Lederer, August (1857–1936), österreichischer Industrieller, Sammler und KunstmäzenAugust Lederer (1857–1936)

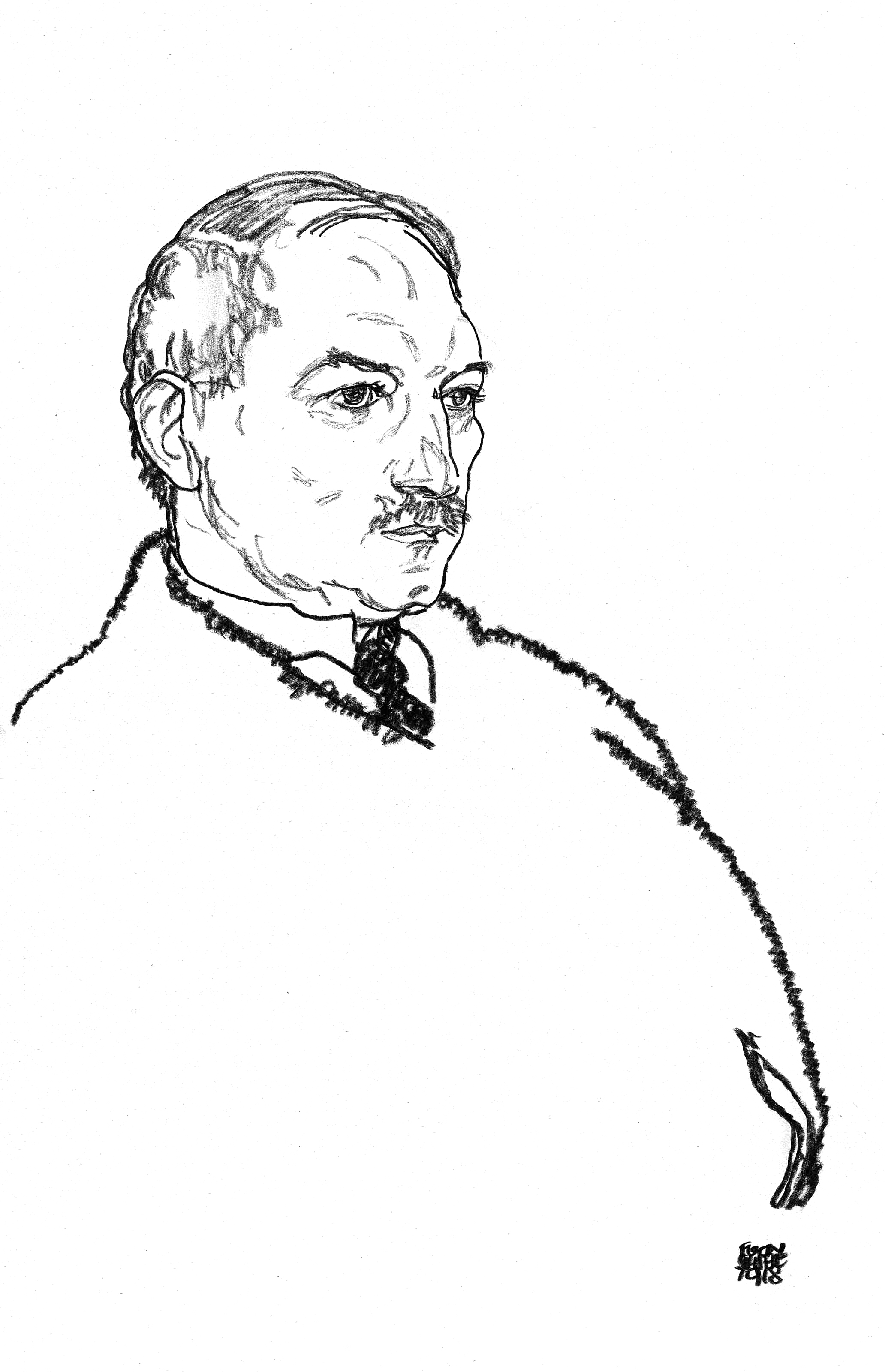
August Lederer (1857–1936)

- Lederer, August Gottlob von (1723–1795), k.k. Hofrat und Geheimer Staats-Offizial
- Lederer, Carl Ramon Soter von (1817–1890), österreichischer Diplomat
- Lederer, Charles (1910–1976), US-amerikanischer Drehbuchautor
- Lederer, David (1801–1861), deutscher Bierbrauer und Politiker
- Lederer, Edgar (1908–1988), französischer Biochemiker und Hochschullehrer
- Lederer, Eduard (1859–1944), tschechischer Rechtsanwalt, Schriftsteller, Politiker und Opfer des Holocaust
- Lederer, Emil (1882–1939), böhmisch-österreichischer Ökonom und Soziologe
- Lederer, Eppie (1918–2002), US-amerikanische Ratgeber-KolumnistinEppie Lederer (1918–2002)

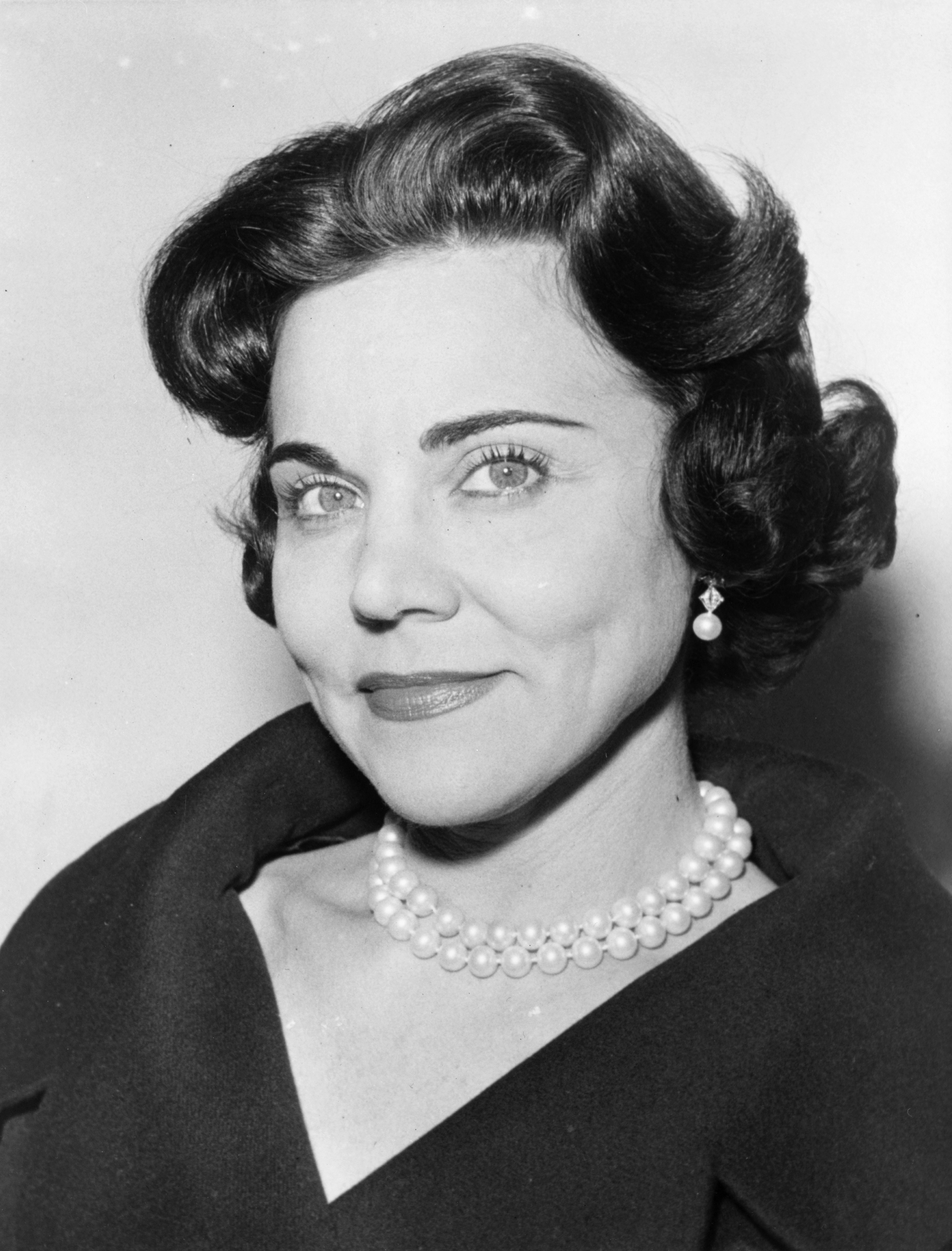
Eppie Lederer (1918–2002)

- Lederer, Eugen Leo (1884–1947), deutscher Chemiker
- Lederer, Felix (1877–1957), österreichischer Musiker und Dirigent tschechischer Herkunft
- Lederer, Francis (1899–2000), österreichisch-tschechoslowakisch-amerikanischer Schauspieler
- Lederer, Franz (* 1963), österreichischer Fußballspieler und -trainer
- Lederer, Franz Joseph (1676–1733), Freisinger Hofmaler
- Lederer, Franz Seraphim (1866–1939), deutscher Geistlicher und Politiker (Zentrum, BVP), MdR
- Lederer, Fritz (1878–1949), österreichischer Landschaftsmaler, Radierer und Holzschneider
- Lederer, Gerda (* 1926), US-amerikanische Humanwissenschaftlerin
- Lederer, Gretchen (1891–1955), deutsche Schauspielerin
- Lederer, Heinz (1905–1969), deutscher NSDAP-Kunstfunktionär und Bildhauer
- Lederer, Helmut (1919–1999), deutscher Fotograf und Bildhauer
- Lederer, Herbert (1926–2021), österreichischer Schauspieler und Theatermacher
- Lederer, Howard (* 1964), US-amerikanischer Pokerspieler
- Lederer, Hugo (1871–1940), deutscher BildhauerHugo Lederer (1871–1940)

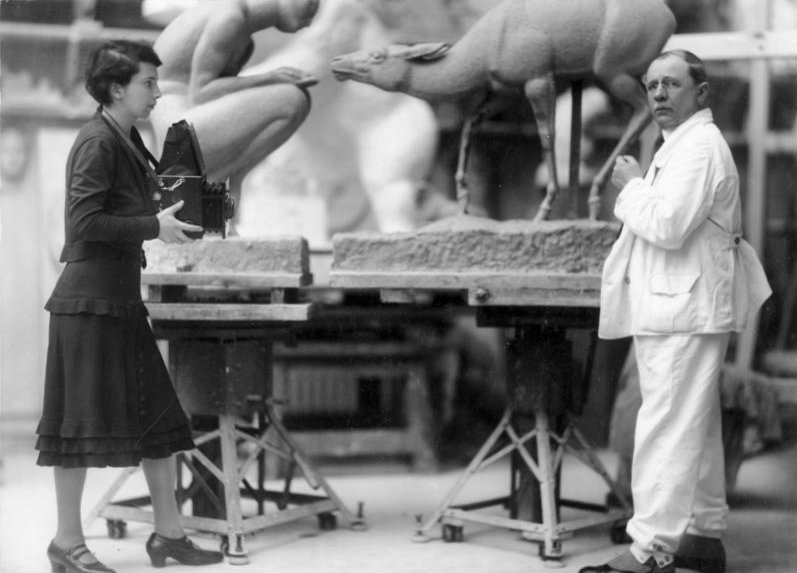
Hugo Lederer (1871–1940)

- Lederer, Ignaz Ludwig Paul von (1769–1849), k. k. Feldmarschall und zweiter Inhaber Dragonerregiments Nr. 10
- Lederer, Jeff (* 1962), US-amerikanischer Jazzmusiker
- Lederer, Jiří (1922–1983), tschechischer Journalist und Bürgerrechtler
- Lederer, Joachim (1808–1876), österreichisch-deutscher Schriftsteller
- Lederer, Joe (1904–1987), österreichische Journalistin und Schriftstellerin
- Lederer, Johann Georg (1702–1770), Kirchenmaler des Barock
- Lederer, Jörg, deutscher Bildhauer und Bildschnitzer
- Lederer, José (1842–1895), ungarischer Opernsänger (Tenor)
- Lederer, Josef (1852–1937), Textilunternehmer in der Österreichisch-ungarischen Monarchie und in der Tschechoslowakei
- Lederer, Josef (1921–2007), austro-australischer Augenoptiker und Hochschullehrer
- Lederer, Josef (1922–2010), deutscher Dompropst und Hochschullehrer
- Lederer, Josef-Horst (* 1944), österreichischer Musikwissenschaftler
- Lederer, Joseph (1733–1796), süddeutscher Klostermusiker und Komponist
- Lederer, Joseph (1877–1958), deutscher Geiger und Komponist
- Lederer, Julius (1821–1870), österreichischer Entomologe
- Lederer, Jürgen (* 1943), deutscher Schauspieler, Festspielintendant, Theaterregisseur und Theaterdozent
- Lederer, Karl (1898–1977), deutscher Politiker (NSDAP)
- Lederer, Karl (1909–1944), österreichischer Jurist und Widerstandskämpfer gegen das Dritte Reich
- Lederer, Karl Joseph von (1800–1868), k.k. Feldmarschall-Lieutenant und zuletzt Festungskommandant von Arad, Ehrenbürger von Arad
- Lederer, Klaus (1942–2009), österreichischer Chemiker
- Lederer, Klaus (* 1974), deutscher Politiker (parteilos, Die Linke), MdAKlaus Lederer (* 1974)

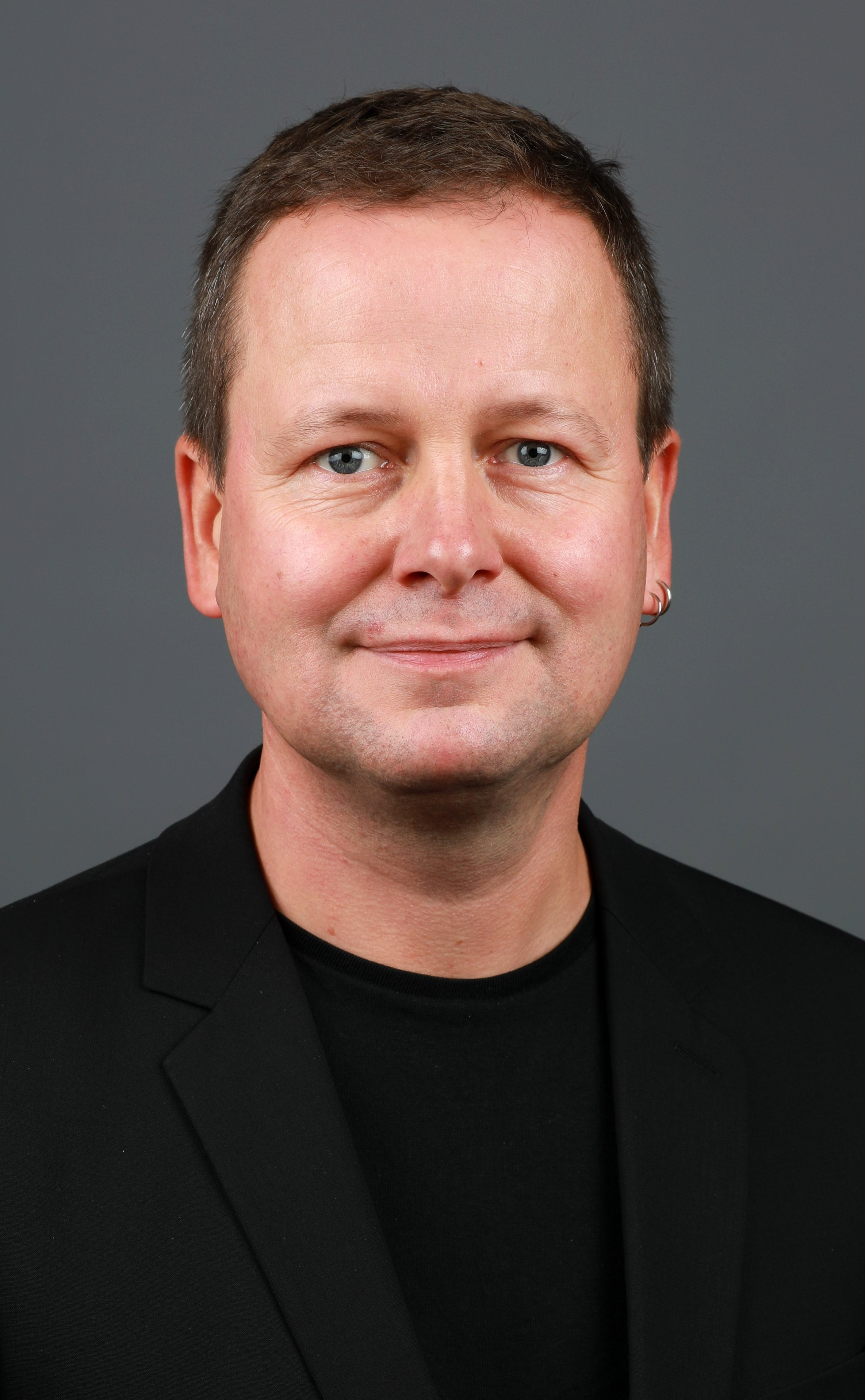
Klaus Lederer (* 1974)

- Lederer, Marianne (* 1934), französische Translationswissenschaftlerin
- Lederer, Michael (* 1955), deutscher Mittelstreckenläufer
- Lederer, Michael (* 1956), amerikanischer Autor
- Lederer, Michael (* 1964), deutscher Wirtschaftswissenschaftler und Hochschullehrer
- Lederer, Michael Friedrich (1639–1674), deutscher Rechtswissenschaftler
- Lederer, Noah (* 2001), österreichischer Fußballspieler
- Lederer, Oliver (* 1978), österreichischer Fußballspieler und -trainer
- Lederer, Otmar (1926–2018), deutscher Maler und Graphiker
- Lederer, Otto (1886–1965), US-amerikanischer Schauspieler und Filmregisseur
- Lederer, Otto (* 1970), deutscher Politiker (CSU), MdL
- Lederer, Pepi (1910–1935), US-amerikanische Autorin und Schauspielerin
- Lederer, Philipp (1872–1944), deutscher Numismatiker, Münz- und Antikenhändler
- Lederer, Raymond F. (1938–2008), US-amerikanischer Politiker
- Lederer, Remo (* 1968), deutscher Skispringer
- Lederer, Rolf (1937–2011), deutscher Fußballspieler
- Lederer, Serena (1867–1943), ungarische Gattin des Industriellen August Lederer, Vertraute von Gustav Klimt und die treibende Kraft beim Aufbau der großen Ledererschen KlimtsammlungSerena Lederer (1867–1943)

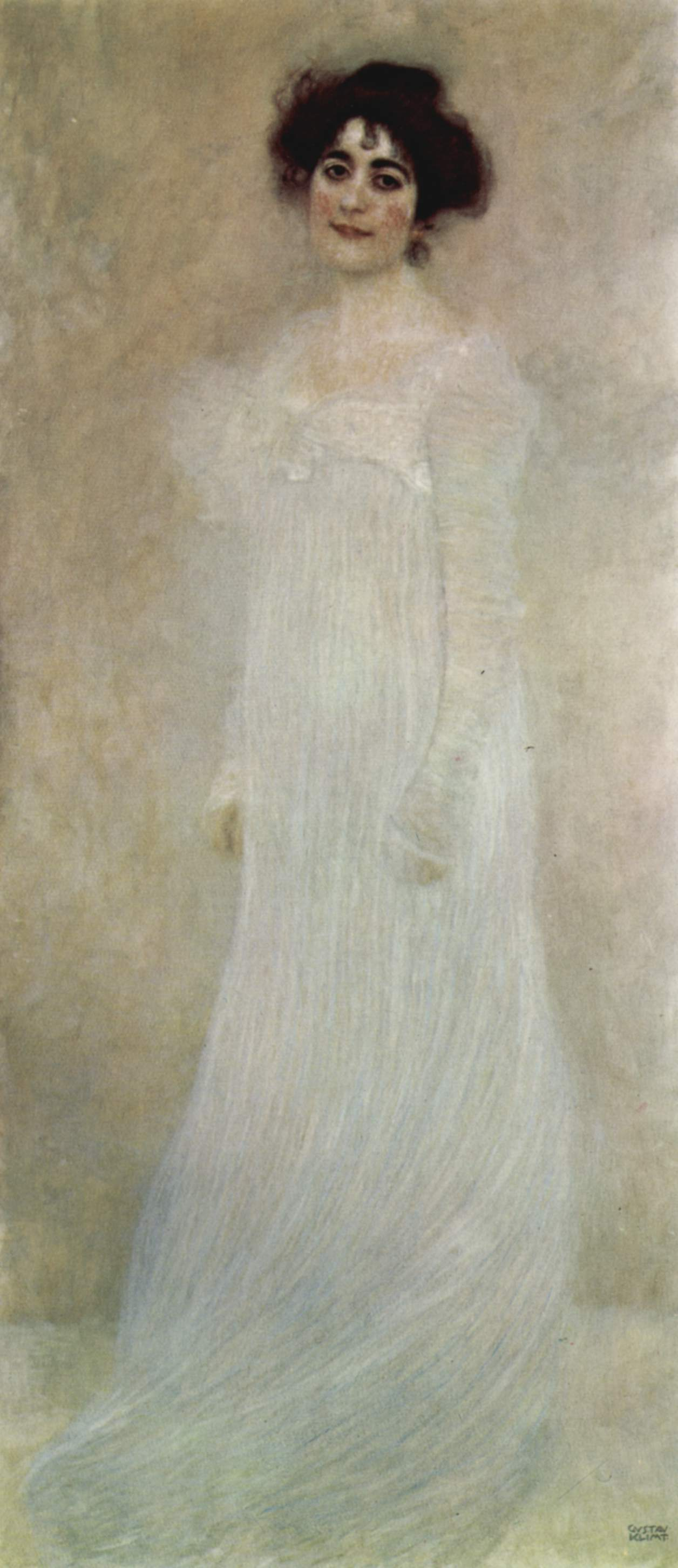
Serena Lederer (1867–1943)

- Lederer, Stephan (1844–1923), deutscher römisch-katholischer Geistlicher, theologischer und heimatkundlicher Schriftsteller
- Lederer, Ulrich (1897–1969), österreichischer Sportler
- Lederer, Viktor (1881–1944), österreichischer Musikschriftsteller und Journalist
- Lederer, Viktor (1935–2017), österreichischer Maler
- Lederer, Walter (1923–2003), deutscher Maler
- Lederer, William (1912–2009), US-amerikanischer Schriftsteller
- Ledererová, Věra (1912–1943), tschechoslowakische Widerstandskämpferin gegen den Nationalsozialismus
- Ledergerber, Christian (* 1991), Schweizer Unihockeyspieler auf der Position des Verteidigers
- Ledergerber, Elmar (* 1944), Schweizer Politiker (SP)Elmar Ledergerber (* 1944)

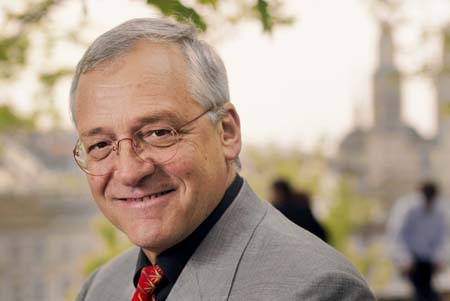
Elmar Ledergerber (* 1944)

- Ledergerber, Jonas (* 1993), Schweizer Unihockeyspieler
- Ledergerber, Kaija (* 1983), schweizerische Film- und Theaterschauspielerin sowie Hörspielsprecherin
- Ledergerber, Karl (1914–2004), Schweizer Verlagslektor und Schriftsteller
- Ledergerber, Pi (* 1951), Schweizer Bildhauer
- Ledergerber, Tobias (* 1995), Schweizer Unihockeyspieler
- Lederhilger, Severin (* 1958), österreichischer römisch-katholischer Priester und Generalvikar der Diözese Linz
- Lederhos, Marion (* 1953), österreichische Politikerin (ÖVP), Landtagsabgeordnete von Vorarlberg
- Lederle, Albert (1874–1931), deutscher Verwaltungsjurist, Vorsteher des Bezirksamts Ludwigshafen am Rhein
- Lederle, Franz Joseph (1826–1905), deutscher Zeichner und Landschaftsmaler
- Lederle, Franz Xaver (* 1931), deutscher Fotograf und Kameramann
- Lederle, Neville (1938–2019), südafrikanischer Autorennfahrer
- Lederle, Werner (1905–1977), deutscher Verwaltungsjurist und Rechtsanwalt, Oberbürgermeister von Neustadt an der Weinstraße
- Lederlein, Joachim, deutscher Holzschneider
- Lederleitner, Heinz (* 1958), österreichischer Geistlicher und Bischof
- Lederman, Ben (* 2000), US-amerikanisch-israelisch-polnischer Fußballspieler
- Lederman, Charles (1913–1998), französischer Politiker
- Lederman, Harold (1940–2019), US-amerikanischer Punktrichter und Boxkommentator für den amerikanischen Fernsehsender HBO
- Lederman, Leon Max (1922–2018), US-amerikanischer PhysikerLeon Max Lederman (1922–2018)

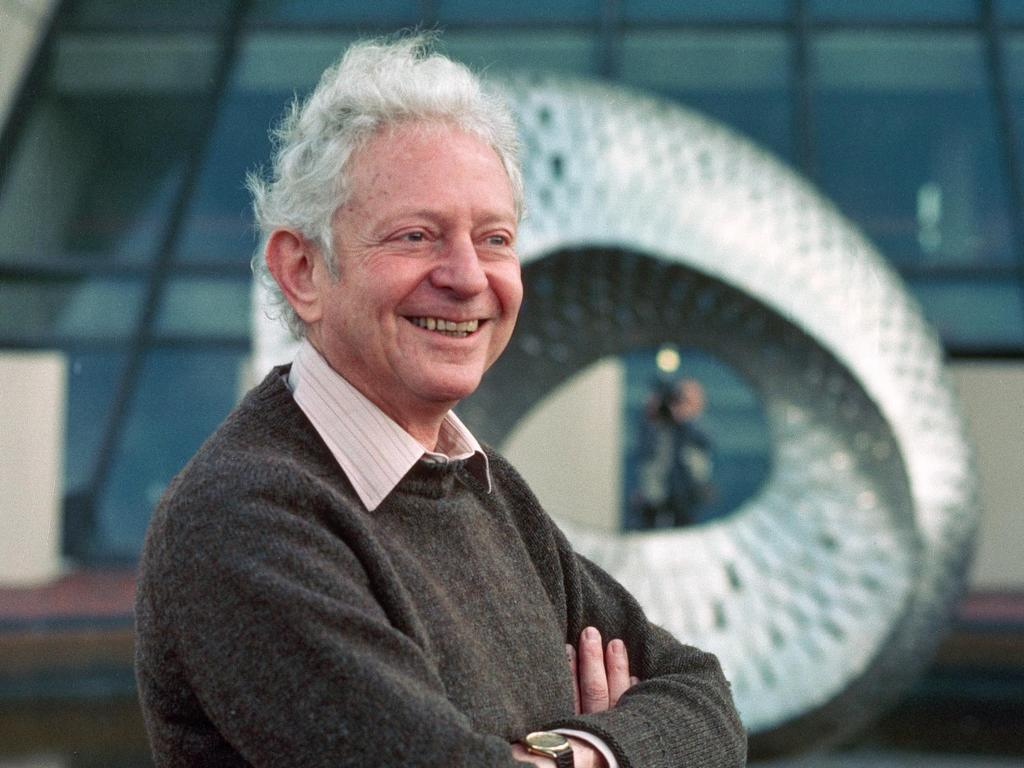
Leon Max Lederman (1922–2018)

- Ledermann, Alexandra (* 1969), französische Springreiterin
- Ledermann, Barbara (* 1925), deutsche Holocaustüberlebende, Freundin Margot Franks
- Ledermann, François (* 1949), Schweizer Apotheker und Pharmaziehistoriker
- Ledermann, Franz (1889–1943), deutsches Opfer des Holocaust, Rechtsanwalt
- Ledermann, Fritz (1918–1993), österreichischer Politiker (FPÖ)
- Ledermann, Hans (* 1957), Schweizer Radrennfahrer
- Ledermann, Ida (1893–1967), deutsche Kunsthistorikerin
- Ledermann, Max (1868–1933), deutscher Tuchhändler und Vorsteher der jüdischen Gemeinde in Künzelsau
- Ledermann, Nicole (* 1968), deutsche Maskenbildnerin
- Ledermann, Philippe Daniel (1944–2024), Schweizer Implantologe und Schriftsteller
- Ledermann, Sanne (1928–1943), deutsch-jüdisches Mädchen, Freundin von Anne Frank, Opfer des Holocaust
- Ledermann, Walter (1911–2009), britischer Mathematiker
- Ledermann-Citroen, Ilse (1904–1943), deutsches Opfer des Holocaust, Person um Anne Frank
- Ledermüller, Martin Frobenius (1719–1769), deutscher Jurist und Naturforscher
- Ledersberger, Erich (* 1951), österreichischer Autor
- Ledersteger, Hans (1898–1971), österreichischer Filmarchitekt
- Ledersteger, Karl (1900–1972), österreichischer Geodät
- Lederwasch, Christof (1651–1705), österreichischer Maler
- Lederwasch, Gregor I († 1695), österreichischer Maler
- Lederwasch, Gregor III (1696–1740), österreichischer Maler
- Lederwasch, Gregor IV (1727–1792), österreichischer Maler
- Lederwasch, Gregor V (1752–1819), österreichischer Maler
- Lederwasch, Johann (1755–1827), österreichischer Maler
- Ledesma, Agustín (* 1994), argentinischer Rollstuhltennisspieler
- Ledesma, Amanda (1911–2000), argentinische Tangosängerin, Film- und Theaterschauspielerin
- Ledesma, Antonio (* 1943), philippinischer Ordensgeistlicher, emeritierter römisch-katholischer Erzbischof von Cagayan de Oro
- Ledesma, Argentino (1928–2004), argentinischer Musiker
- Ledesma, Arturo (* 1988), mexikanischer Fußballspieler
- Ledesma, Blas de, spanischer Stilllebenmaler
- Ledesma, Cristian Daniel (* 1982), argentinisch-italienischer Fußballspieler
- Ledesma, Cristian Raúl (* 1978), argentinischer Fußballspieler
- Ledesma, Ernesto (1930–2011), uruguayischer Fußballspieler und Trainer
- Ledesma, Eva (* 1980), spanische Triathletin
- Ledesma, Javier (* 1958), mexikanischer Fußballtorhüter
- Ledesma, José (* 1958), paraguayischer Politiker, Mitglied der Abgeordnetenkammer und Senator
- Ledesma, Juan de (1713–1781), spanischer Violinist und Komponist der Vorklassik
- Ledesma, Kirian (* 1984), spanischer Fußballspieler
- Ledesma, Nelson, uruguayischer Fußballspieler
- Ledesma, Nicolás, argentinischer Tangopianist und Komponist
- Ledesma, Óscar (1931–2004), argentinischer Fußballspieler
- Ledesma, Ramiro (1905–1936), spanischer Politiker
- Ledeux, Tess (* 2001), französische Freestyle-Skierin
- Ledezma, Antonio (* 1955), venezolanischer Politiker
- Ledezma, Froylán (* 1978), costa-ricanischer Fußballspieler
- Ledezma, Richard (* 2000), US-amerikanischer Fußballspieler

### Ledf
- Ledford, Brandy (* 1969), US-amerikanische Schauspielerin
- Ledford, Mark (1960–2004), US-amerikanischer Jazzmusiker

### Ledg
- Ledgard Jiménez, Carlos (1917–1988), peruanischer Rechtsanwalt und Politiker
- Ledger, Heath (1979–2008), australischer SchauspielerHeath Ledger (1979–2008)

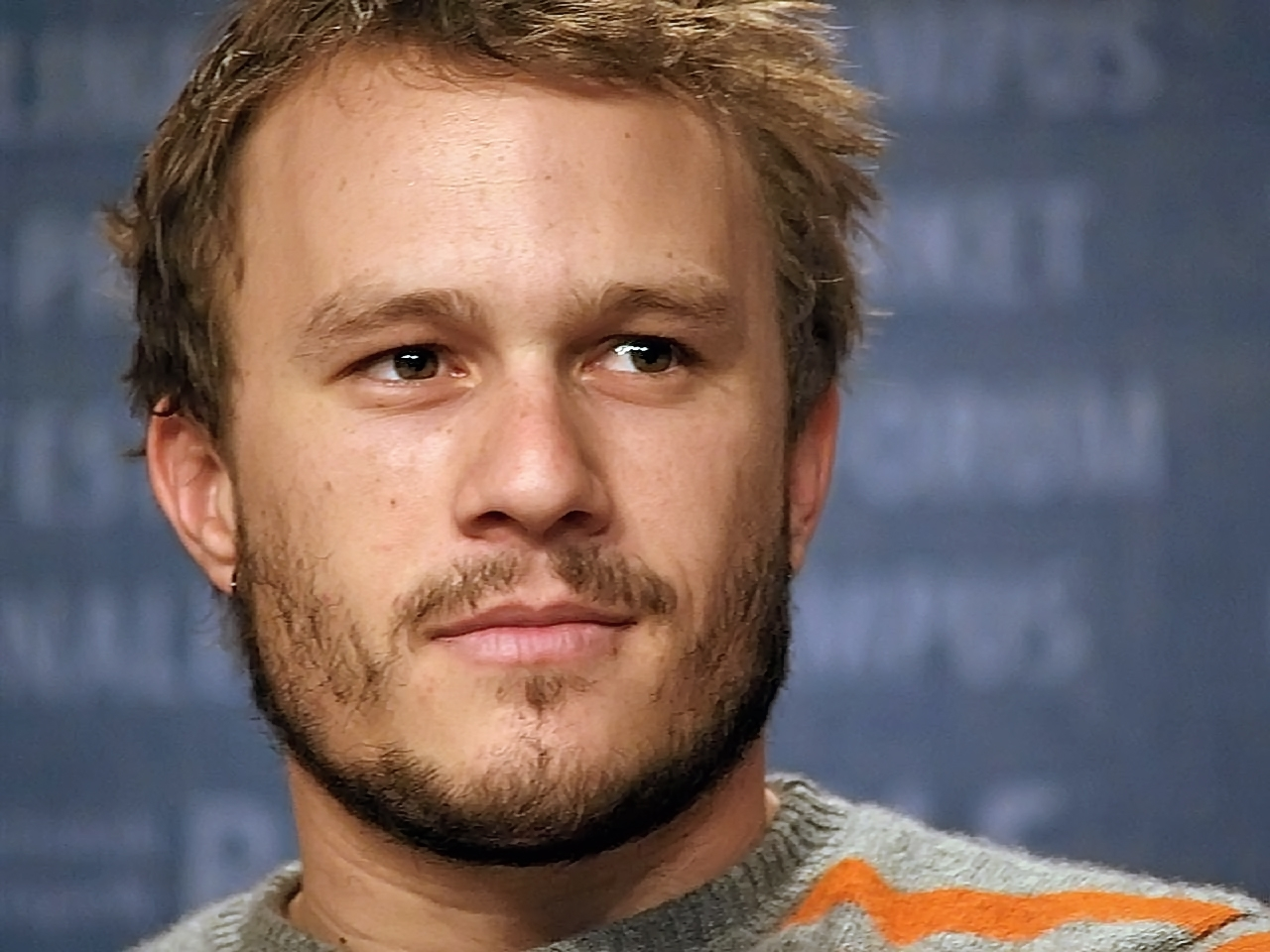
Heath Ledger (1979–2008)

- Ledger, Jen (* 1989), britisch-amerikanische Schlagzeugerin und Sängerin
- Ledgerwood, Judy (* 1959), US-amerikanische Malerin
- Ledgerwood, LeeAnn (* 1959), US-amerikanische Jazzpianistin, Komponistin und Musikpädagogin
- Ledgerwood, Nikolas (* 1985), kanadischer Fußballspieler
- Ledgett, Richard (* 1958), US-amerikanischer Geheimdienstler
- Ledgister, Leonardo (* 1999), jamaikanischer Leichtathlet

### Ledi
- Lediard, Thomas (1685–1743), englischer Schriftsteller, Diplomat und Landvermesser
- Ledien, Kurt (1893–1945), deutscher Widerstandskämpfer gegen den Nationalsozialismus
- Ledig, Elfriede (1955–2020), deutsche Germanistin und Filmwissenschaftlerin, Autorin, Redakteurin und Verlagsleiterin
- Ledig, Gert (1921–1999), deutscher Schriftsteller
- Ledig-Rowohlt, Heinrich Maria (1908–1992), deutscher Verleger
- Ledig-Schön, Käte (1926–2014), deutsche Künstlerin, Grafikerin und Schriftstellerin
- Ledin, Per (* 1978), schwedischer Eishockeyspieler
- Ledin, Tomas (* 1952), schwedischer Sänger, Komponist, Textautor, Gitarrist und Produzent
- Ledinek, Stanislav (1920–1969), deutsch-jugoslawischer Schauspieler und Synchronsprecher
- Leding, Dirk (* 1965), deutscher Basketballspieler
- Ledingham-Horn, Harry (* 2003), britischer Bahnradsportler
- Ledisi (* 1972), US-amerikanische R&B-Sängerin
- Leditschke, Hagen (* 1984), deutscher RettungsschwimmerHagen Leditschke (* 1984)

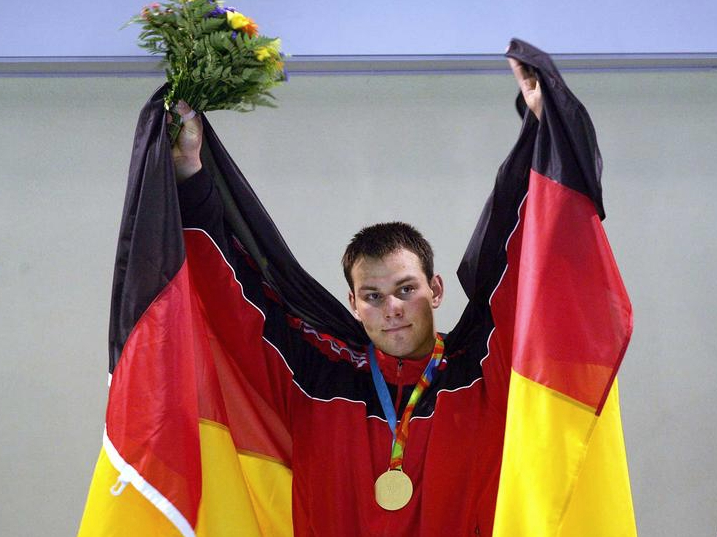
Hagen Leditschke (* 1984)

- Lediwary, Karl Friedrich Ludwig von (1732–1812), preußischer Generalmajor, Chef des Husarenregiments Nr. 10, Erbherr auf Ottendorf bei Polnisch Wartenberg

### Ledj
- Ledjachow, Igor Anatoljewitsch (* 1968), russischer Fußballtrainer- und spieler

### Ledl
- Ledl, Ayana, deutsche Schauspielerin
- Ledl, Günter (* 1949), österreichischer Automobilkonstrukteur
- Ledl, Jolina Marie (* 2002), deutsches Model und Schauspielerin
- Ledl, Josef (1918–2000), deutscher Fußballspieler
- Ledl, Lotte (* 1930), österreichische SchauspielerinLotte Ledl (* 1930)

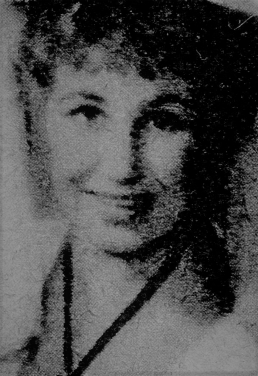
Lotte Ledl (* 1930)

- Ledl-Rossmann, Sonja (* 1974), österreichische Politikerin (ÖVP), Landtagsabgeordnete in Tirol
- Ledley, Joe (* 1987), walisischer Fußballspieler
- Ledley, Robert S. (1926–2012), US-amerikanischer Physiologe
- Ledlin, Frederick (* 1963), kanadischer Eishockeyspieler

### Ledn
- Lednjow, Pawel Serafimowitsch (1943–2010), sowjetischer Moderner Fünfkämpfer

### Ledo
- Ledo Menéndez, Xoan Manuel (* 1996), spanischer Handballspieler
- Ledóchowska, Maria Theresia (1863–1922), katholische Ordensgründerin
- Ledóchowska, Maria Ursula (1865–1939), österreichisch-polnische Nonne und Heilige
- Ledóchowski, Ignacy Hilary (1789–1870), polnischer General und Kommandant der Festung Modlin
- Ledóchowski, Ignacy Kazimierz (1871–1945), polnischer General
- Ledóchowski, Jan (1791–1864), polnischer Abgeordneter und Offizier
- Ledochowski, Maximilian (* 1956), österreichischer Internist
- Ledóchowski, Mieczysław Halka (1822–1902), polnischer Geistlicher, Kardinal und Erzbischof von Gnesen
- Ledóchowski, Stanisław (1666–1725), polnischer Politiker, Mitglied des Sejm, Marschall der Konföderation von Tarnogrod, Wojwode von Wolynien, Marschall des sogenannten stummen Senats (1717)
- Ledóchowski, Stefan (1625–1676), polnischer Adliger, Abgeordneter des Senats von Polen-Litauen, Diplomat und Kastellan von Wolhynien
- Ledóchowski, Thaddäus (1790–1856), polnischer Graf und k.u.k. Feldmarschallleutnant
- Ledóchowski, Timotheus (1792–1846), Offizier, Erzieher des Kaisers Franz Joseph
- Ledóchowski, Wladimir (1866–1942), polnischer Adeliger und Generaloberer der Societas Jesu (Jesuiten)
- Ledogar, Côme (* 1991), französischer Autorennfahrer
- Ledolter, Johann (* 1950), österreichischer Politiker (ÖVP), Abgeordneter zum Nationalrat, Mitglied des Bundesrates
- Ledong, Annett (* 1959), deutsche Kinderbuchautorin
- LeDonne, Mike (* 1956), US-amerikanischer Jazzmusiker
- Ledoux, Charles (1892–1967), französischer Boxer
- LeDoux, Chris (1948–2005), US-amerikanischer Country-Sänger und Rodeo-Reiter
- Ledoux, Claude-Nicolas (1736–1806), französischer ArchitektClaude-Nicolas Ledoux (1736–1806)

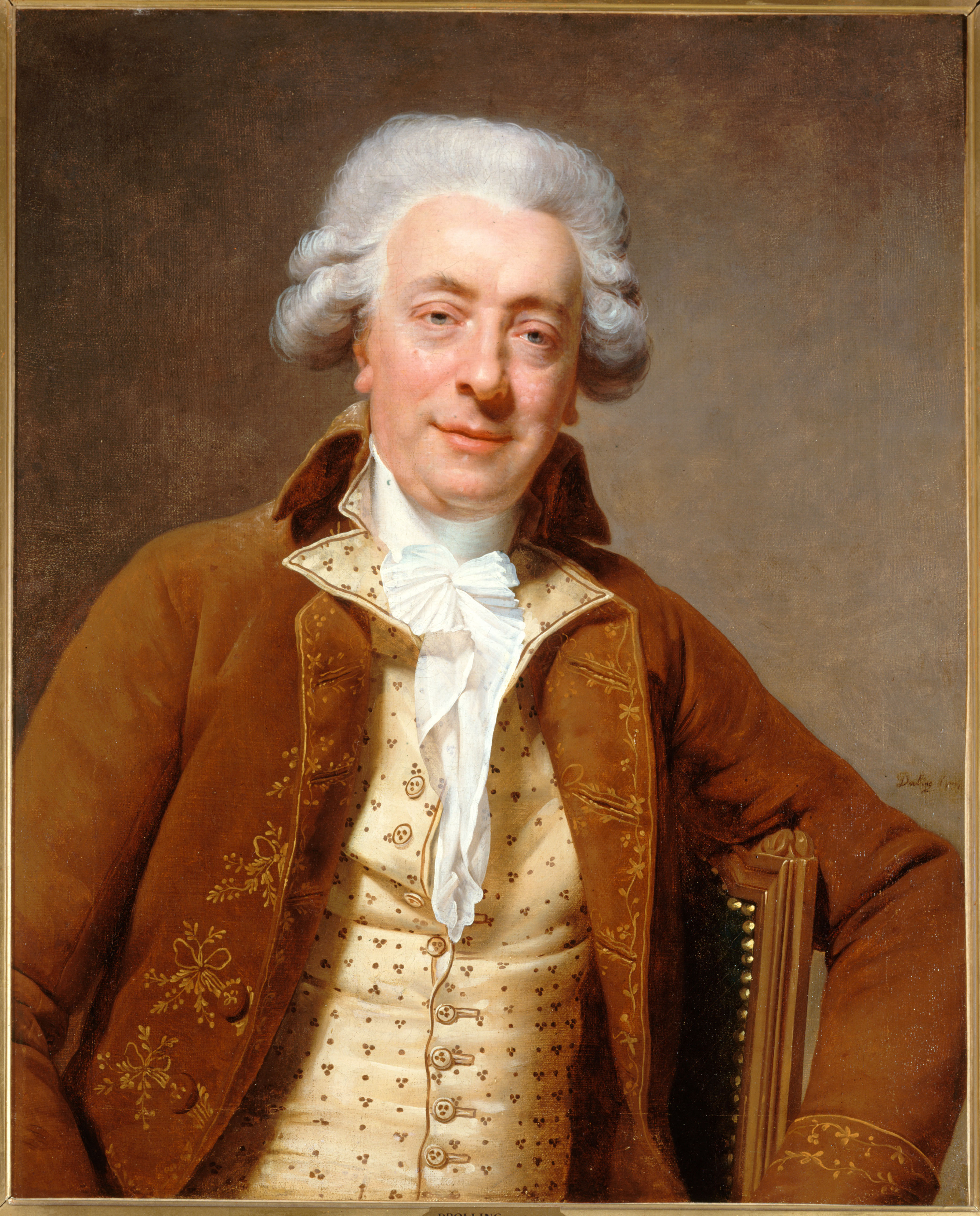
Claude-Nicolas Ledoux (1736–1806)

- Ledoux, Claudine (* 1959), französische Diplomatin und Politikerin
- Ledoux, Fernand (1897–1993), französischer Schauspieler belgischer Herkunft
- Ledoux, Jacques (1921–1988), belgischer Filmhistoriker und Archivar
- LeDoux, Jake (* 1985), kanadischer Schauspieler
- Ledoux, Jeanne-Philiberte (1767–1840), französische Malerin
- LeDoux, Joseph (* 1949), US-amerikanischer Psychologe
- Ledoux, Katia (* 1990), französische Mezzosopranistin
- Ledoux, Mathias (1953–2005), französischer Kameramann und Filmregisseur
- Ledoux, Michel (* 1958), französischer Mathematiker
- Ledoux, Patrice, französischer Filmproduzent
- Ledoux, Paul (1884–1960), elsässischer deutsch-französischer Kunstmaler, Graveur und Illustrator
- Ledoux, Paul (1914–1988), belgischer Astronom und Astrophysiker
- Ledoux, Paul (* 1949), kanadischer Schriftsteller
- Ledowskich, Michail Sergejewitsch (* 1986), russischer Tennisspieler
- Ledoyen, Virginie (* 1976), französische Schauspielerin und ModelVirginie Ledoyen (* 1976)

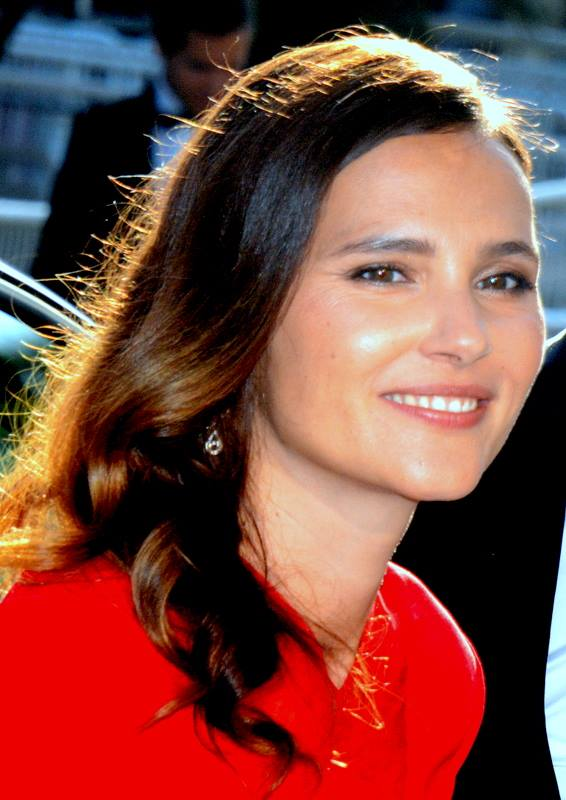
Virginie Ledoyen (* 1976)

### Ledr
- Ledrappier, François, französischer Mathematiker
- Ledru des Essarts, François Roch (1770–1844), französischer Divisionsgeneral
- Ledru, Auguste (1860–1902), französischer Bildhauer
- Ledru-Rollin, Alexandre (1807–1874), französischer Politiker

### Ledu
- Leduc, Anatole (1856–1937), französischer Physiker
- Leduc, André (* 1949), kanadischer Animator und Filmregisseur
- Leduc, Anne-Marie (* 1937), französische Skirennläuferin
- Leduc, Audrey (* 1999), kanadische Sprinterin
- Leduc, Catherine (* 1993), kanadische Tennisspielerin
- Leduc, Charlotte (* 1980), französische Archäozoologin und Politikerin
- Leduc, Christian (1943–2019), französischer Radrennfahrer
- Leduc, Cynthia (* 1997), französische Sprinterin
- Leduc, Fernand (1916–2014), kanadischer Maler
- Leduc, Jean (1910–2008), kanadischer Organist, Pianist und Musikpädagoge
- Leduc, Lucien (1918–2004), französischer Fußballspieler und -trainer
- Leduc, Marguerite (* 1935), französische Skirennläuferin
- Leduc, Mark (1962–2009), kanadischer Boxer
- Leduc, Michèle (* 1942), französische Physikerin
- Leduc, Norbert (1924–2000), deutscher Heimatforscher und Autor
- Leduc, Ozias (1864–1955), kanadischer Maler
- Leduc, Philippe (* 1952), französischer Fußballschiedsrichter
- Leduc, Richard (1941–2022), französischer Schauspieler
- Leduc, Roland (1907–2001), kanadischer Cellist, Dirigent und Musikpädagoge
- Leduc, Simon (1742–1777), französischer Violinist und Komponist
- Leduc, Stéphane (1853–1939), französischer Biologe
- Leduc, Thérèse (1934–1988), französische Skirennläuferin
- LeDuc, Timothy (* 1990), US-amerikanische/r Eiskunstläufer/in
- Leduc, Violette (1907–1972), französische Schriftstellerin
- Leducq, André (1904–1980), französischer RadrennfahrerAndré Leducq (1904–1980)

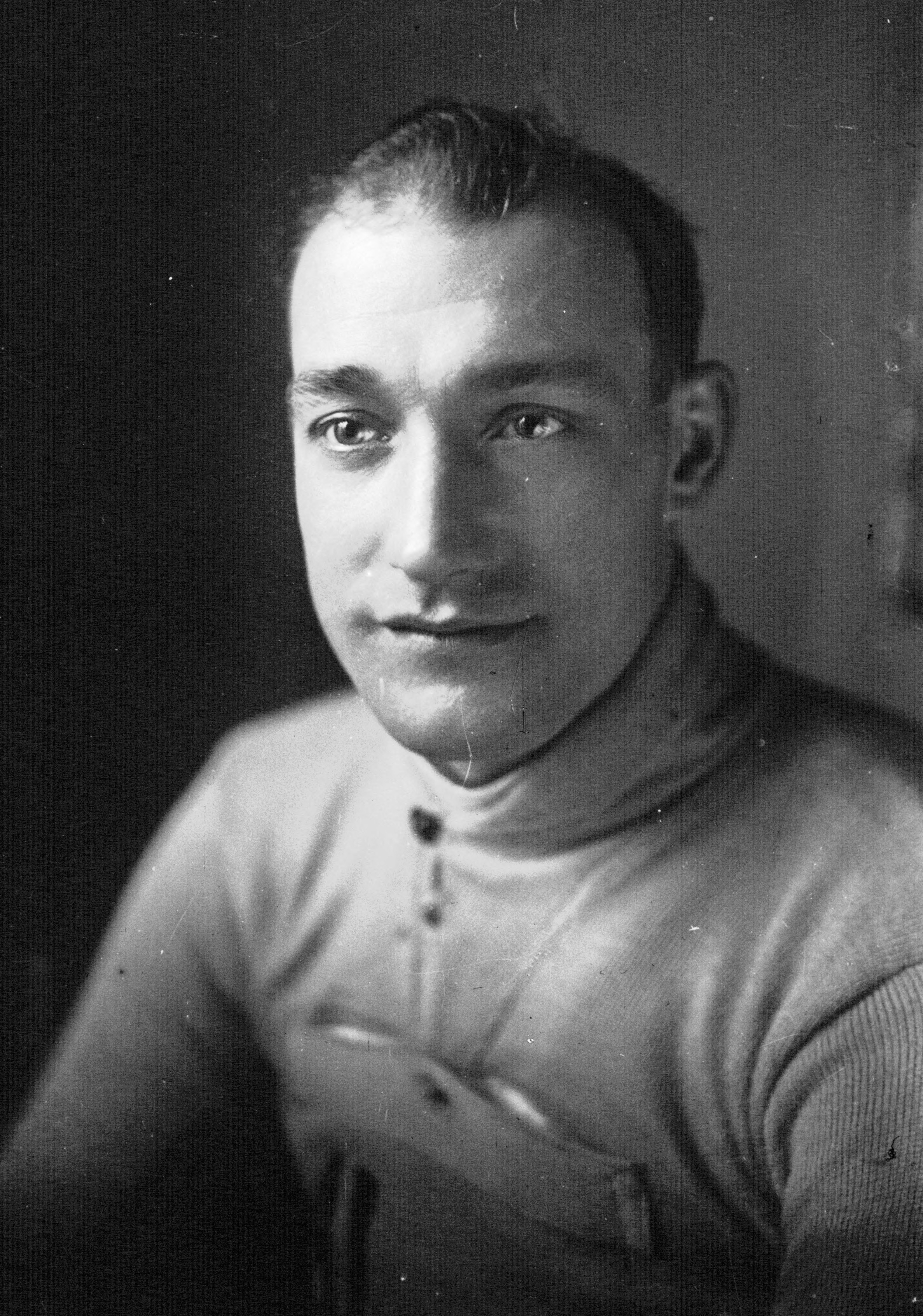
André Leducq (1904–1980)

- Leducq-Barome, Emmanuel (* 1971), französischer Dirigent
- Ledure, Jacques (1893–1948), belgischer Autorennfahrer

### Ledv
- Ledvina, Emmanuel Boleslaus (1868–1952), US-amerikanischer Geistlicher, Bischof von Corpus Christi

### Ledw
- Ledwaba, Lehlohonolo (1971–2021), südafrikanischer Boxer im Superbantamgewicht
- Ledward, Gilbert (1888–1960), britischer Bildhauer
- Ledward, Richard Arthur (1857–1890), englischer Bildhauer
- Ledward, Thomas Denman, britischer Seemann und Schiffsarzt
- Ledwidge, Francis (1887–1917), irischer Dichter und Nationalist
- Ledwidge, Ringan (1971–2021), britischer Regisseur
- Ledwig, Józefa (* 1935), polnische Volleyballspielerin
- Ledwinka, Erich (1904–1992), österreichischer Autokonstrukteur
- Ledwinka, Franz (1883–1972), österreichischer Komponist, Pianist und Musikpädagoge
- Ledwinka, Hans (1878–1967), österreichischer AutokonstrukteurHans Ledwinka (1878–1967)

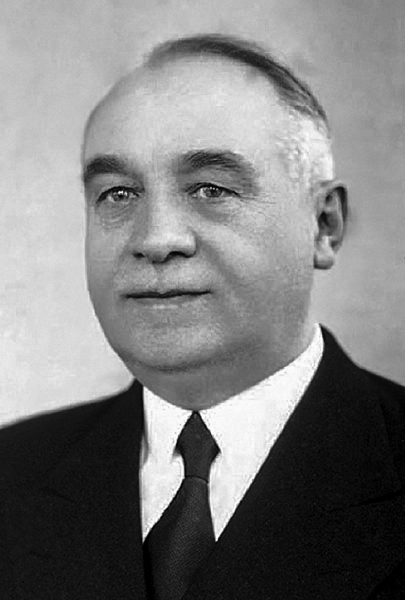
Hans Ledwinka (1878–1967)

- Ledwohn, Josef (1907–2003), deutscher Politiker (KPD), MdL, Gewerkschafter
- Ledwoń, Adam (1974–2008), polnischer Fußballspieler

### Ledy
- Ledy, David (* 1987), französischer Fußballspieler
- Ledyard, Grant (* 1961), kanadischer Eishockeyspieler, -trainer und -funktionär
- Ledyard, John (1751–1789), US-amerikanischer Afrikaforscher
- Ledyard, John (* 1943), US-amerikanischer Wirtschaftswissenschaftler und -informatiker